# Jimbo Jones
Corky James „Jimbo“ Jones je fiktivní postava z amerického animovaného seriálu Simpsonovi. Poprvé se objevil v epizodě Mluvící hlava z 1. řady. Je rváčem na Springfieldské základní škole. Nosí fialovou pletenou čepici a černé tričko s hrozivou lebkou. Je žákem šesté třídy a často je vidět, jak se poflakuje s Dolphem, Kearneym a někdy i s Nelsonem. V době Nelsonovy nepřítomnosti je uznáván jako vůdce party rváčů. Rád zastrašuje své spolužáky a krade v obchodech. Je naznačeno, že pochází z dobře situované rodiny, což se nejvíce projevuje v 6. řadě v díle Konec SRPŠ, kdy při uzavření školy kvůli stávce učitelů se svou matkou sledují telenovely a popíjejí spolu čaj v dobře zařízeném obývacím pokoji. Ve 4. řadě v díle Nová holka v ulici krátce chodí s Laurou Powersovou, dokud ho neopustí kvůli pláči před Vočkem poté, co Bart odhalí jeho pravou osobnost tím, že mu v žertu zatelefonoval. V 7. řadě v díle Udavač Bart Bart zjistí, že Jimbo se ve skutečnosti jmenuje Corky. V epizodě Mé srdce patří Bartovi je odhaleno, že má vršek hlavy plešatý a kolem něj jsou vlasy. V dílu 18. řady 24 minut je odhaleno, že jeho matka se jmenuje Carol. Jimbo je portmanteau přezdívka výkonného producenta Jamese L. Brookse.